# Gestión de mantenimiento asistido por computadora
La Gestión de mantenimiento asistido por computadora u ordenador, también conocida por las siglas GMAO y nombrada en ocasiones CMMS, acrónimo de computerized maintenance management system, es una herramienta de software que ayuda en la gestión de los servicios de mantenimiento de una empresa. Básicamente es una base de datos que contiene información sobre la empresa y sus operaciones de mantenimiento. Esta información sirve para que todas las tareas de mantenimiento se realicen de forma más segura y eficaz. También se emplea como herramienta de gestión para la toma de decisiones.
Las plataformas de gestión del mantenimiento asistido por computadora pueden ser utilizadas por cualquier organización que necesite gestionar el mantenimiento de sus equipos, activos y propiedades. Algunas de las soluciones existentes están enfocadas a mercados específicos (mantenimiento de flotas de vehículos, infraestructuras sanitarias, etc.) aunque también existen productos que enfocados a un mercado general.
El software ofrece una amplia variedad de funcionalidades, dependiendo de las necesidades de cada organización, existiendo en el mercado un gran rango de precios. Puede ser tanto accesible vía web, mientras que la aplicación se encuentra alojada en los servidores de la empresa que vende el producto o de un proveedor de servicios TI o accesible vía LAN si la empresa adquisidora del producto lo aloja en su propio servidor.
Los sistemas de gestión del mantenimiento asistido por computadora se encuentran muy próximos al software de Facility management y en muchos ámbitos empresariales, se consideran intercambiables.

## Módulos
Un paquete estándar incluye algunos o todos de los siguientes módulos:
- Órdenes de trabajo: asignación de recursos humanos, reserva de material, costes, seguimiento de información relevante como causa del problema, duración del fallo y recomendaciones para acciones futuras.

- Mantenimiento preventivo: seguimiento de las tareas de mantenimiento, creación de instrucciones paso a paso o checklists, lista de materiales necesarios y otros detalles.  Normalmente los programas de gestión del mantenimiento asistido por computadora programan procesos de mantenimiento automáticamente basándose en agendas o la lectura de diferentes parámetros.

- Gestión de activos: registro referente a los equipos y propiedades de la organización, incluyendo detalles, información sobre garantías, contrato de servicio, partes de repuesto y cualquier otro parámetro que pueda ser de ayuda para la gestión. Además también pueden generar parámetros como los índices de estado de las infraestructuras.

- Recursos Humanos: Establece el control y gestión de los Recursos Humanos del Área o servicio de Mantenimiento. Pueden ser establecidos como Competencias Laborales Necesarias vs. Existentes.

- Control de Inventarios: gestión de partes de repuesto, herramientas y otros materiales incluyendo  la reserva de materiales para trabajos determinados, registro del almacenaje de los materiales, previsión de adquisición de nuevos materiales, etc.

- Seguridad: gestión de los permisos y documentación necesaria para cumplir la normativa de seguridad. Estas especificaciones pueden incluir accesos restringidos, riesgo eléctrico o aislamiento de productos y materiales o información sobre riesgos, entre otros.

Cada producto desarrolla más ampliamente algunos elementos y en ocasiones incluye herramientas adicionales para cubrir un mayor número de necesidades.

## Funciones
Las funciones principales de un software de gestión del mantenimiento son:
- La entrada, salvaguarda y gestión de toda la información relacionada con el mantenimiento de forma que pueda ser accesible en cualquier momento de uno u otro modo.

- Permitir la planificación y control del mantenimiento, incluyendo las herramientas necesarias para realizar esta labor de forma sencilla.

- Suministro de información procesada y tabulada de forma que pueda emplearse en la evaluación de resultados y servir de base para la correcta toma de decisiones.

- Las distintas aplicaciones comerciales inciden más o menos profundamente en cada uno de estos puntos, originando productos adecuados para todas las necesidades. Aunque conceptualmente un software de gestión del mantenimiento es un producto genérico, aplicable a cualquier tipo de organización, existen desarrollos específicos dirigidos a algunos sectores industriales.

- Estas herramientas también deben ser adecuadas independientemente de la metodología o filosofía empleada para la gestión del mantenimiento, si bien algunos productos ofrecen módulos especiales en este sentido para facilitar su implantación.

Otra tendencia muy importante en estos momentos es la posibilidad de conectar estas aplicaciones con los sistemas de gestión de la organización ERP o bien integrarlos completamente en estos, para facilitar el intercambio de información entre los diversos sectores implicados.
Algunos programas de mantenimiento ofrecen cada vez más plataformas de mantenimiento donde los usuarios pueden intercambiar buenas prácticas, repuestos y otra información.

## Beneficios

#### Recursos Laborales
- Mejora en la Planificación y Seguimiento: Permite una programación más precisa y un seguimiento detallado de las tareas.
- Aplicación Eficiente: Optimiza la distribución y utilización del personal, maximizando su productividad.

#### Recursos Materiales
- Mayor Disponibilidad: Asegura la disponibilidad de materiales cuando se necesitan, minimizando los tiempos de espera.
- Disminución de Existencias: Reduce la necesidad de grandes inventarios, optimizando el espacio y los costos.
- Fácil Localización: Facilita la localización de materiales y piezas, agilizando las operaciones de mantenimiento.

#### Mejora en la Calidad y Productividad
- Disminución de Tiempos de Paro: Reduce los tiempos de inactividad de los equipos productivos, mejorando la continuidad operativa.
- Mayor Fiabilidad y Disponibilidad: Aumenta la confiabilidad de los equipos y la disponibilidad operativa.

#### Información y Procesos
- Información Actualizada e Inmediata: Proporciona acceso a datos actualizados y en tiempo real sobre todos los componentes del proceso.
- Mejora de Procesos de Actuación: Optimiza los procedimientos establecidos, haciéndolos más eficientes y efectivos.
- Estudios y Anticipación: Permite realizar análisis y anticipar cargas de trabajo y necesidades de consumo de piezas.

#### Conocimiento y Control
- Gastos Inmediatos: Proporciona información inmediata sobre los costos generados por cualquier elemento controlado.
- Ajuste de Planes de Mantenimiento: Permite ajustar los planes de mantenimiento según las características y necesidades reales.
- Participación en TPM: Facilita la integración en un Programa de Mantenimiento Productivo Total (TPM).
- Trazabilidad del Equipamiento: Garantiza la trazabilidad completa de los equipos y componentes.

#### Implementación de Metodologías
- Flexibilidad: Posibilita la implementación de diversas metodologías de mantenimiento existentes, adaptándose a las necesidades específicas.
- Control de Actividades Subcontratadas: Mejora la supervisión y control de las actividades realizadas por contratistas externos.

#### Control Integral
- Control de Procesos: En general, mejora el control de todos los procesos implicados en el mantenimiento, asegurando una gestión eficiente y efectiva.

## Ejemplos de Software CMMS
- Maximo: Un CMMS robusto utilizado en diversas industrias para la gestión integral del mantenimiento.
- Fiix: Un software CMMS basado en la nube que ofrece una amplia gama de funcionalidades para pequeñas y medianas empresas.
- EasyMaint: Una solución CMMS que proporciona una gestión integral del mantenimiento tanto en la nube como en instalaciones locales, ayudando a las empresas a optimizar sus operaciones de mantenimiento.
- Consuman: Una plataforma CMMS web y móvil, flexible y de fácil adopción por planificadores, operarios y demás usuarios, que además de Alquiler ofrece Venta a perpetuidad de licencias.

## Mantenimiento basado en el estado
Una tendencia en el mundo de la gestión del mantenimiento asistido por computadora es la creciente sofisticación del mantenimiento basado en el estado del activo. Este tipo de mantenimiento incluye procesos de mantenimiento predictivo y preventivo, que pueden ser definido tan solo dependiendo del estado del activo. Las condiciones físicas son monitorizadas de forma periódica o continua en busca de atributos como vibraciones, partículas en los aceites, desgaste, etc.
El mantenimiento basado en el estado es una alternativa al mantenimiento basado en los fallos, que se encarga sólo de reparar los activos una vez estos dejan de funcionar o en mantenimiento dependiente del uso, que inicia los procesos dependiendo del tiempo de uso del activo o la lectura de algunos parámetros.